# 용주서원
용주서원(龍洲書院)은 대한민국 경기도 파주시 월롱면에 있는 서원이다. 1986년 4월 17일 파주시의 향토문화유산 제1호로 지정되었다.

## 개요
월롱산 기슭에 위치한 용주서원(龍洲書院)은 조선 선조(宣祖)때 유학자이며 청백리에 녹선된 휴암 백인걸(休庵 白仁傑, 1497~1579)선생의 학문과 덕행을 기리고자 건립된 서원이다. 선조 31년(1598) 백인걸 선생이 관직에서 물러난 후 학문과 후진 양성에 전념했던 옛 집터에 지방 유림들이 서원을 세우고 사당을 지어 위패를 모셨다. 그 후 유생 정재심(鄭在心)이 사액을 청했으나 실패하고 철폐되었으며 그 자리에 유허비(遺墟碑)만 남아 있다가 1924년 유생들이다시 뜻을 모아 서원을 복원하고 백인걸 선생 외에 그의 문인이었던 장포 김행(長浦 金行), 옥천 조감(玉川 趙堪), 낙금당 신제현(樂琴堂 愼齊賢), 당산 백유함(堂山 白惟咸)선생 등 5인의 위패를 모시고 배향하고 있다. 경내에는 1997년 개축한 5칸 규모의 정륜당과 사우, 내·외삼문, 홍살문 등이 있으며 사우는 홑처마에맞배지붕 건물로 정면 7.5m, 측면 5.2m의 6칸 규모이다. 사우건물 좌측 담장 너머에 이곳이 휴암 백인걸선생의 옛 집터임을 알리는 철종 13년(1862)에 화강석으로 세운 『白休庵先生遺墟碑』가세워져 있다. 매년 음력 9월 9일에 파주유림에서 제향을 받들고있다.

## 현지 안내문
용주서원은 조선중기 유학자이며 청백리에 녹선된 휴암 백인걸(1497∼1579)선생의 학문과 덕행을 기리고자 건립된 서원이다. 백인걸 선생이 관직에서 물러난 후 학문과 후진 양성에 전념했던 옛 집터에 지방유림들이 서원을 세우고 사당을 지어 위패를 모셨다.
그 후 유생 정재심이 사액을 청했으나 실패하고 철폐되었으며 그 자리에 유허비만 남아 있다가 1924년 유생들이 다시 뜻을 모아 서원을 복원하고 백인걸 선생외에 그의 문인이었던 장포 김행, 옥천 조감, 낙금당 신제현, 당산 백유함선생등 5인의 위패를 모시고 배향하고 있다.
경내에는 정륜당과 사우, 내외삼문, 홍살문 등이 있으며 사우규모는 정면 7.5m, 측면 5.2m이고 홑처마에 맞배지붕이다. 그 좌측에는 정조24년(1800년)에 세운 백휴암 선생의 유허비가 있다.
매년 음력 9월 9일에 파주유림에서 제향을 받들고 있다.

## 같이 보기
- 장포 김행 묘